# Neotorularia grubovii
Neotorularia grubovii là một loài thực vật có hoa trong họ Cải. Loài này được (Botsch.) Botsch. mô tả khoa học đầu tiên năm 1988.